# Tomoplagia minuta
Tomoplagia minuta är en tvåvingeart som beskrevs av Erich Martin Hering 1938. Tomoplagia minuta ingår i släktet Tomoplagia och familjen borrflugor. Inga underarter finns listade i Catalogue of Life.